# 钟毅 (生物学家)
钟毅，清华大学生命科学学院教授，中华人民共和国教育部长江学者讲座教授，主要从事果蝇学习记忆突变体研究等方面的研究。

## 生平
钟毅先后毕业于清华大学工程物理系、生物科学与技术系、爱荷华大学生物科学系。1992至2013年在美国冷泉港实验室工作，2013年至今，在清华大学生命科学学院任教。